# Danh sách nước tham gia Công ước loại bỏ mọi hình thức phân biệt đối xử với phụ nữ
| Ký và thông qua Sáp nhập hoặc kế thừa Quốc gia chưa được công nhận, tuân thủ công ước | Chỉ ký Không ký |

Ký và thông qua
Sáp nhập hoặc kế thừa
Quốc gia chưa được công nhận, tuân thủ công ước
Chỉ ký
Không ký

Danh sách các nước tham gia Công ước loại bỏ mọi hình thức phân biệt đối xử với phụ nữ gồm các nước ký kết và phê chuẩn hoặc tham gia Công ước này. Ngày 18.12.1979 Công ước này được mở cho các bên ký kết. Thụy Điển là nước ký kết đầu tiên vào ngày 2.7.1980. Công ước bắt đầu có hiệu lực và chấm dứt việc ký kết từ ngày 3.9.1981 khi có 20 nước phê chuẩn. Từ đó, các nước chưa ký Công ước này nay chỉ có thể tham gia Công ước. Văn kiện phê chuẩn, tham gia hoặc thừa kế được nộp cho Tổng Thư ký Liên Hợp Quốc.
Tới tháng 5 năm 2009, đã có 186 nước phê chuẩn hoặc tham gia Công ước này, gần đây nhất là Qatar tham gia ngày 29.4.2009. Ngoài ra, Hoa Kỳ là quốc gia duy nhất đã ký nhưng chưa phê chuẩn Công ước. Cộng hòa Trung Hoa (Đài Loan) cũng đã phê chuẩn Công ước trong cơ quan lập pháp của mình, nhưng chưa được Liên Hợp Quốc công nhận, nên chỉ là một bên tham gia Công ước không chính thức.

## Các nước phê chuẩn hoặc tham gia
| Nước                                      | Ký kết     | Nộp văn kiện | Cách                                                                                     |
| ----------------------------------------- | ---------- | ------------ | ---------------------------------------------------------------------------------------- |
| Afghanistan                               | 14.8.1980  | 5.3.2003     | Phê chuẩn                                                                                |
| Albania                                   |            | 11.5.1994    | Tham gia                                                                                 |
| Algérie                                   |            | 22.5.1996    | Tham gia                                                                                 |
| Andorra                                   |            | 15.01.1997   | Tham gia                                                                                 |
| Angola                                    |            | 17.9.1986    | Tham gia                                                                                 |
| Antigua và Barbuda                        |            | 01.8.1989    | Tham gia                                                                                 |
| Argentina                                 | 17.7.1980  | 15.7.1985    | Phê chuẩn                                                                                |
| Armenia                                   |            | 13.9.1993    | Tham gia                                                                                 |
| Úc                                        | 17.7.1980  | 28.7.1983    | Phê chuẩn                                                                                |
| Áo                                        | 17.7.1980  | 31.3.1982    | Phê chuẩn                                                                                |
| Azerbaijan                                |            | 10.7.1995    | Tham gia                                                                                 |
| Bahamas                                   |            | 6.10.1993    | Tham gia                                                                                 |
| Bahrain                                   |            | 18.6.2002    | Tham gia                                                                                 |
| Bangladesh                                |            | 6.11.1984    | Tham gia                                                                                 |
| Barbados                                  | 24.7.1980  | 16.10.1980   | Phê chuẩn                                                                                |
| Belarus                                   | 17.7.1980  | 4.2.1981     | Phê chuẩn dưới tên nước Cộng hòa Xã hội chủ nghĩa Xô viết Belorussia                     |
| Bỉ                                        | 17.7.1980  | 10.7.1985    | Phê chuẩn                                                                                |
| Belize                                    | 7.3.1990   | 16.5.1990    | Phê chuẩn                                                                                |
| Bénin                                     | 11.11.1981 | 12.3.1992}   | Phê chuẩn                                                                                |
| Bhutan                                    | 17.7.1980  | 31.8.1981    | Phê chuẩn                                                                                |
| Bolivia                                   | 30.5.1980  | 8.6.1990     | Phê chuẩn                                                                                |
| Bosna và Hercegovina                      |            | 01.9.1993    | Thừa kế từ Nam Tư                                                                        |
| Botswana                                  |            | 13.8.1996    | Tham gia                                                                                 |
| Brasil                                    | 31.3.1981  | 01.2.1984    | Phê chuẩn                                                                                |
| Brunei                                    |            | 24.5.2006    | Tham gia                                                                                 |
| Bulgaria                                  | 17.7.1980  | 8.2.1982     | Phê chuẩn                                                                                |
| Burkina Faso                              |            | 14.10.1987   | Tham gia                                                                                 |
| Myanmar                                   |            | 22.7.1997    | Tham gia                                                                                 |
| Burundi                                   | 17.7.1980  | 8.01.1992    | Phê chuẩn                                                                                |
| Campuchia                                 | 17.10.1980 | 15.10.1992   | Phê chuẩn dưới tên Cộng hòa Nhân dân Campuchia                                           |
| Cameroon                                  | 6.6.1983   | 23.8.1994    | Phê chuẩn                                                                                |
| Canada                                    | 17.7.1980  | 10.12.1981   | Phê chuẩn                                                                                |
| Cabo Verde                                |            | 5.12.1980    | Tham gia                                                                                 |
| Cộng hòa Trung Phi                        |            | 21.6.1991    | Tham gia                                                                                 |
| Tchad                                     |            | 9.6.1995     | Tham gia                                                                                 |
| Chile                                     | 17.7.1980  | 7.12.1989    | Phê chuẩn                                                                                |
| Trung Quốc                                | 17.7.1980  | 4.11.1980    | Phê chuẩn                                                                                |
| Colombia                                  | 17.7.1980  | 19.01.1982   | Phê chuẩn                                                                                |
| Comoros                                   |            | 31.10.1994   | Tham gia                                                                                 |
| Cộng hòa Congo                            | 29.7.1980  | 26.7.1982    | Phê chuẩn                                                                                |
| Quần đảo Cook                             |            | 11.8.2006    | Tham gia                                                                                 |
| Costa Rica                                | 17.7.1980  | 4.4.1986     | Phê chuẩn                                                                                |
| Bờ Biển Ngà                               | 17.7.1980  | 18.12.1995   | Phê chuẩn                                                                                |
| Croatia                                   |            | 9.9.1992     | Thừa kế từ Nam Tư                                                                        |
| Cuba                                      | 6.3.1980   | 17.7.1980    | Phê chuẩn                                                                                |
| Síp                                       |            | 23.7.1985    | Tham gia                                                                                 |
| Cộng hòa Séc                              |            | 22.2.1993    | thừa kế từ Tiệp Khắc · Ký ngày 17.7.1980 · Phê chuẩn ngày 16.2.1982                      |
| Cộng hòa Dân chủ Congo                    | 17.7.1980  | 17.10.1986   | Phê chuẩn dưới tên Zaire                                                                 |
| Đan Mạch                                  | 17.7.1980  | 21.4.1983    | Phê chuẩn                                                                                |
| Djibouti                                  |            | 02.12.1998   | Tham gia                                                                                 |
| Dominica                                  | 15.9.1980  | 15.9.1980    | Phê chuẩn                                                                                |
| Cộng hòa Dominica                         | 17.7.1980  | 02.9.1982    | Phê chuẩn                                                                                |
| Ecuador                                   | 17.7.1980  | 9.11.1981    | Phê chuẩn                                                                                |
| Ai Cập                                    | 16.7.1980  | 18.9.1981    | Phê chuẩn                                                                                |
| El Salvador                               | 14.11.1980 | 19.8.1981    | Phê chuẩn                                                                                |
| Guinea Xích Đạo                           |            | 23.10.1984   | Tham gia                                                                                 |
| Eritrea                                   |            | 5.9.1995     | Tham gia                                                                                 |
| Estonia                                   |            | 21.10.1991   | Tham gia                                                                                 |
| Ethiopia                                  | 8.7.1980   | 10.9.1981    | Phê chuẩn                                                                                |
| Micronesia                                |            | 01.9.2004    | Tham gia                                                                                 |
| Fiji                                      |            | 28.8.1995    | Tham gia                                                                                 |
| Phần Lan                                  | 17.7.1980  | 4.9.1986     | Phê chuẩn                                                                                |
| Pháp                                      | 17.7.1980  | 14.12.1983   | Phê chuẩn                                                                                |
| Gabon                                     | 17.7.1980  | 21.01.1983   | Phê chuẩn                                                                                |
| Gambia                                    | 29.7.1980  | 16.4.1993    | Phê chuẩn                                                                                |
| Gruzia                                    |            | 26.10.1994   | Tham gia                                                                                 |
| Đức                                       | 17.7.1980  | 10.7.1985    | Phê chuẩn dưới tên Tây Đức · cũng Đông Đức · Ký ngày 25.6.1980 · Phê chuẩn ngày 9.7.1980 |
| Ghana                                     | 17.7.1980  | 02.01.1986   | Phê chuẩn                                                                                |
| Hy Lạp                                    | 02.3.1982  | 7.6.1983     | Phê chuẩn                                                                                |
| Grenada                                   | 17.7.1980  | 30.8.1990    | Phê chuẩn                                                                                |
| Guatemala                                 | 8.6.1981   | 12.8.1982    | Phê chuẩn                                                                                |
| Guinée                                    | 17.7.1980  | 9.8.1982     | Phê chuẩn                                                                                |
| Guiné-Bissau                              | 17.7.1980  | 23.8.1985    | Phê chuẩn                                                                                |
| Guyana                                    | 17.7.1980  | 17.7.1980    | Phê chuẩn                                                                                |
| Haiti                                     | 17.7.1980  | 20.7.1981    | Phê chuẩn                                                                                |
| Honduras                                  | 11.6.1980  | 3.3.1983     | Phê chuẩn                                                                                |
| Hungary                                   | 6.6.1980   | 22.12.1980   | Phê chuẩn                                                                                |
| Iceland                                   | 24.7.1980  | 18.6.1985    | Phê chuẩn                                                                                |
| Ấn Độ                                     | 30.7.1980  | 9.7.1993     | Phê chuẩn                                                                                |
| Indonesia                                 | 29.7.1980  | 13.9.1984    | Phê chuẩn                                                                                |
| Iraq                                      |            | 13.8.1986    | Tham gia                                                                                 |
| Ireland                                   |            | 23.12.1985   | Tham gia                                                                                 |
| Israel                                    | 17.7.1980  | 3.10.1991    | Phê chuẩn                                                                                |
| Ý                                         | 17.7.1980  | 10.6.1985    | Phê chuẩn                                                                                |
| Jamaica                                   | 17.7.1980  | 19.10.1984   | Phê chuẩn                                                                                |
| Nhật Bản                                  | 17.7.1980  | 25.6.1985    | Phê chuẩn                                                                                |
| Jordan                                    | 3.12.1980  | 01.7.1992    | Phê chuẩn                                                                                |
| Kazakhstan                                |            | 26.8.1998    | Tham gia                                                                                 |
| Kenya                                     |            | 9.3.1984     | Tham gia                                                                                 |
| Kiribati                                  |            | 17.3.2004    | Tham gia                                                                                 |
| Kuwait                                    |            | 02.9.1994    | Tham gia                                                                                 |
| Kyrgyzstan                                |            | 10.2.1997    | Tham gia                                                                                 |
| Lào                                       | 17.7.1980  | 14.8.1981    | Phê chuẩn                                                                                |
| Latvia                                    |            | 14.4.1992    | Tham gia                                                                                 |
| Liban                                     |            | 16.4.1997    | Tham gia                                                                                 |
| Lesotho                                   | 17.7.1980  | 22.8.1995    | Phê chuẩn                                                                                |
| Liberia                                   |            | 17.7.1984    | Tham gia                                                                                 |
| Libya                                     |            | 16.5.1989    | Tham gia                                                                                 |
| Liechtenstein                             |            | 22.12.1995   | Tham gia                                                                                 |
| Litva                                     |            | 18.01.1994   | Tham gia                                                                                 |
| Luxembourg                                | 17.7.1980  | 2.2.1989     | Phê chuẩn                                                                                |
| Madagascar                                | 17.7.1980  | 17.3.1989    | Phê chuẩn                                                                                |
| Malawi                                    |            | 12.3.1987    | Tham gia                                                                                 |
| Malaysia                                  |            | 15.7.1995    | Tham gia                                                                                 |
| Maldives                                  |            | 01.7.1993    | Tham gia                                                                                 |
| Mali                                      | 5.2.1985   | 10.9.1985    | Phê chuẩn                                                                                |
| Malta                                     |            | 8.3.1991     | Tham gia                                                                                 |
| Quần đảo Marshall                         |            | 02.3.2006    | Tham gia                                                                                 |
| Mauritanie                                |            | 10.5.2001    | Tham gia                                                                                 |
| Mauritius                                 |            | 9.7.1984     | Tham gia                                                                                 |
| México                                    | 17.7.1980  | 23.3.1981    | Phê chuẩn                                                                                |
| Moldova                                   |            | 01.7.1994    | Tham gia                                                                                 |
| Monaco                                    |            | 18.3.2005    | Tham gia                                                                                 |
| Mông Cổ                                   | 17.7.1980  | 20.7.1981    | Phê chuẩn                                                                                |
| Montenegro                                |            | 23.10.2006   | thừa kế từ Serbia và Montenegro                                                          |
| Maroc                                     |            | 21.6.1993    | Tham gia                                                                                 |
| Mozambique                                |            | 21.4.1997    | Tham gia                                                                                 |
| Namibia                                   |            | 23.11.1992   | Tham gia                                                                                 |
| Nepal                                     | 5.2.1991   | 22.4.1991    | Phê chuẩn                                                                                |
| Hà Lan                                    | 17.7.1980  | 23.7.1991    | Phê chuẩn                                                                                |
| New Zealand                               | 17.7.1980  | 10.01.1985   | Phê chuẩn, · gồm cả Quần đảo Cook · và Niue                                              |
| Nicaragua                                 | 17.7.1980  | 27.10.1981   | Phê chuẩn                                                                                |
| Niger                                     |            | 8.10.1999    | Tham gia                                                                                 |
| Nigeria                                   | 23.4.1984  | 13.6.1985    | Phê chuẩn                                                                                |
| CHDCND Triều Tiên                         |            | 27.2.2001    | Tham gia                                                                                 |
| Na Uy                                     | 17.7.1980  | 21.5.1981    | Phê chuẩn                                                                                |
| Oman                                      |            | 7.2.2006     | Tham gia                                                                                 |
| Pakistan                                  |            | 12.3.1996    | Tham gia                                                                                 |
| Panama                                    | 26.6.1980  | 29.10.1981   | Phê chuẩn                                                                                |
| Papua New Guinea                          |            | 12.01.1995   | Tham gia                                                                                 |
| Paraguay                                  |            | 6.4.1987     | Tham gia                                                                                 |
| Perú                                      | 23.7.1981  | 13.9.1982    | Phê chuẩn                                                                                |
| Philippines                               | 15.7.1980  | 5.8.1981     | Phê chuẩn                                                                                |
| Ba Lan                                    | 29.5.1980  | 30.7.1980    | Phê chuẩn                                                                                |
| Bồ Đào Nha                                | 24.4.1980  | 30.7.1980    | Phê chuẩn                                                                                |
| Qatar                                     |            | 29.4.2009    | Tham gia                                                                                 |
| Macedonia                                 |            | 18.01.1994   | thừa kế từ Nam Tư                                                                        |
| România                                   | 4.9.1980   | 7.01.1982    | Phê chuẩn                                                                                |
| Nga                                       | 17.7.1980  | 23.01.1981   | Phê chuẩn dưới tên Liên Xô                                                               |
| Rwanda                                    | 01.5.1980  | 02.3.1981    | Phê chuẩn                                                                                |
| Saint Kitts và Nevis                      |            | 25.4.1985    | Tham gia                                                                                 |
| Saint Lucia                               |            | 8.10.1982    | Tham gia                                                                                 |
| Saint Vincent và Grenadines               |            | 4.8.1981     | Tham gia                                                                                 |
| Samoa                                     |            | 25.9.1992    | Tham gia                                                                                 |
| San Marino                                | 26.9.2003  | 10.12.2003   | Phê chuẩn                                                                                |
| Bản mẫu:Country data São Tome và Príncipe | 31.10.1995 | 3.6.2003     | Phê chuẩn                                                                                |
| Ả Rập Xê Út                               | 7.9.2000   | 7.9.2000     | Phê chuẩn                                                                                |
| Sénégal                                   | 29.7.1980  | 5.2.1985     | Phê chuẩn                                                                                |
| Serbia                                    |            | 12.3.2001    | thừa kế từ Nam Tư · Ký ngày 17.7.1980 · Phê chuẩn ngày 26.2.1982                         |
| Seychelles                                |            | 5.5.1992     | Tham gia                                                                                 |
| Sierra Leone                              | 21.9.1988  | 11.11.1988   | Phê chuẩn                                                                                |
| Singapore                                 |            | 5.10.1995    | Tham gia                                                                                 |
| Slovakia                                  |            | 28.5.1993    | thừa kế từ Tiệp Khắc · Ký ngày 17.7.1980 · Phê chuẩn ngày 16.2.1982                      |
| Slovenia                                  |            | 6.7.1992     | thừa kế từ Nam Tư                                                                        |
| Quần đảo Solomon                          |            | 6.5.2002     | Tham gia                                                                                 |
| Nam Phi                                   | 29.01.1993 | 15.12.1995   | Phê chuẩn                                                                                |
| Hàn Quốc                                  | 25.5.1983  | 27.12.1984   | Phê chuẩn                                                                                |
| Tây Ban Nha                               | 17.7.1980  | 5.01.1984    | Phê chuẩn                                                                                |
| Sri Lanka                                 | 17.7.1980  | 5.10.1981    | Phê chuẩn                                                                                |
| Suriname                                  |            | 01.3.1993    | Tham gia                                                                                 |
| Eswatini                                  |            | 26.3.2004    | Tham gia                                                                                 |
| Thụy Điển                                 | 7.3.1980   | 2.7.1980     | Phê chuẩn                                                                                |
| Thụy Sĩ                                   | 23.01.1987 | 27.3.1997    | Phê chuẩn                                                                                |
| Syria                                     |            | 28.3.2003    | Tham gia                                                                                 |
| Tajikistan                                |            | 26.10.1993   | Tham gia                                                                                 |
| Tanzania                                  | 17.7.1980  | 20.8.1985    | Phê chuẩn                                                                                |
| Thái Lan                                  |            | 9.8.1985     | Tham gia                                                                                 |
| Đông Timor                                |            | 16.4.2003    | Tham gia                                                                                 |
| Togo                                      |            | 26.9.1983    | Tham gia                                                                                 |
| Trinidad và Tobago                        | 27.6.1985  | 12.01.1996   | Phê chuẩn                                                                                |
| Tunisia                                   | 24.7.1980  | 20.9.1985    | Phê chuẩn                                                                                |
| Thổ Nhĩ Kỳ                                |            | 20.12.1985   | Tham gia                                                                                 |
| Turkmenistan                              |            | 01.5.1997    | Tham gia                                                                                 |
| Tuvalu                                    |            | 6.10.1999    | Tham gia                                                                                 |
| Uganda                                    | 30.7.1980  | 22.7.1985    | Phê chuẩn                                                                                |
| Ukraina                                   | 17.7.1980  | 12.3.1981    | Phê chuẩn dưới tên Cộng hòa Xã hội Chủ nghĩa Xô viết Ukraina                             |
| Các Tiểu vương quốc Ả Rập Thống nhất      |            | 6.10.2004    | Tham gia                                                                                 |
| Anh Quốc                                  | 22.7.1981  | 7.4.1986     | Phê chuẩn                                                                                |
| Uruguay                                   | 30.3.1981  | 9.10.1981    | Phê chuẩn                                                                                |
| Uzbekistan                                |            | 19.7.1995    | Tham gia                                                                                 |
| Vanuatu                                   |            | 8.9.1995     | Tham gia                                                                                 |
| Venezuela                                 | 17.7.1980  | 2.5.1983     | Phê chuẩn                                                                                |
| Việt Nam                                  | 29.7.1980  | 17.2.1982    | Phê chuẩn                                                                                |
| Yemen                                     |            | 30.5.1984    | Thừa kế từ Nam Yemen                                                                     |
| Zambia                                    | 17.7.1980  | 21.6.1985    | Phê chuẩn                                                                                |
| Zimbabwe                                  |            | 13.5.1991    | Tham gia                                                                                 |

## Nước chưa được công nhận nhưng tuân theo Công ước
| Nước               | Ngày tháng | Cách     |
| ------------------ | ---------- | -------- |
| Cộng hòa Trung Hoa | 2007       | Tham gia |

## Nước ký nhưng chưa phê chuẩn
| Nước   | Ký        |
| ------ | --------- |
| Hoa Kỳ | 17.7.1980 |

## Các nước không ký
| Nước      |
| --------- |
| Tòa Thánh |
| Iran      |
| Nauru     |
| Palau     |
| Somalia   |
| Sudan     |
| Tonga     |